# Молодая гвардия (журнал)
«Молодая гвардия» — ежемесячный литературно-художественный и общественно-политический журнал. До 1990 года — орган ЦК ВЛКСМ, затем — независимое издание.

## История журнала
Учреждён в 1922 году в Москве руководящим органом комсомола — ЦК РКСМ. Первый номер журнала вышел в свет 5 мая 1922 года. В том же году журналом «Молодая гвардия» создана одноименная литературная группа комсомольских писателей и поэтов. С 1942 году издание журнала приостанавливалось. Возобновлён в 1948 году в форме альманаха (вышло 17 выпусков), с 1956 года — снова ежемесячный журнал.
В 1972 году награждён орденом Трудового Красного Знамени.
В 2002 году открытое акционерное общество «Молодая гвардия» награждено Почётной грамотой Московской городской Думы за заслуги перед городским сообществом и в связи с 80-летием со дня основания.
В настоящее время — ЗАО «Журнал Молодая гвардия».
В 2022 году журнал удостоен Национальной премии «Имперская культура» имени Эдуарда Володина.

## Политическая платформа
Во время литературной дискуссии 1970-х — 1990-х годов при главных редакторах А. Никонов и А. Иванове журнал отстаивал государственную, патриотическую позицию.
В настоящее время журнал продолжает отстаивать классические традиции русской литературы.

## Авторы
Николай Островский "Как закалялась сталь" 1932 год.
В 1965 году в «Молодой гвардии» был опубликован роман Юлиана Семенова «Пароль не нужен» — первое по времени издания произведение цикла о Владимирове-Исаеве-Штирлице, в 1987 году — роман «Экспансия — III» — предпоследнее по времени написания произведение о Штирлице.
В 1969 году был напечатан полный вариант романа «Час Быка» Ивана Антоновича Ефремова. В 1980-е — 1990-е годы в журнале публиковались писатели Михаил Лобанов, Аполлон Кузьмин, Валентин Пикуль, Юрий Козлов, Хелью Ребане, а также публицисты Анатолий Кузьмич, Геннадий Шиманов и другие.

## Редакторы
- 1922—1924 — Л. Авербах
- 1924—1926 — Ф. Раскольников
- 1926—1928 — С. Гусев (фактический редактор — его заместитель В. Ермилов)
- 1928—1929 — Тарас Костров
- 1929—1930 — Б. Ольховый
- 1931—1938 — А. Караваева
- 1956—1957 — А. Макаров
- 1958—1960 — И. Котенко
- 1961—1962 — А. Пришвин
- 1962—1963 — О. Смирнов
- 1963—1970 — А. Никонов
- 1970 — ? — Овчаренко Ф.Е.[6]
- 1972—1995 — А. Иванов
- 1995—1999 — А. Кротов
- 1999—2009 — Е. Юшин
- с 2009 — В. Хатюшин.

## Тираж
- 1928 год — 6000
- 1958 год — 60 000
- 1975 год — 590 000
- 1983 год — 790 000
- 1986 год — 650 000
- 1991 год — 405 000
- 2010 год — 2500